# Jim Gillespie
Jim Gillespie est un réalisateur et scénariste britannique, né en 1960 à Glasgow (Écosse).

## Filmographie

### Réalisateur

#### Longs métrages
- 1997 : Souviens-toi… l'été dernier (I Know What You Did Last Summer)
- 2002 : Compte à rebours mortel (D-Tox)
- 2005 : Venom
- 2016 : Ransom Games (Take Down)

#### Court métrage
- 1995 : Joyride

#### Clips vidéo
- 1996 : Mother Love de Queen
- 1997 : Made in Heaven de Queen

### Scénariste
- 1995 : Joyride de lui-même (court métrage)